# Stjepan Šejić
Stjepan Šejić est dessinateur et scénariste de bande dessinée croate né le 27 novembre 1981 à Vinkovci, connu notamment pour ses travaux sur les séries Witchblade, Sunstone et  plusieurs titres de la maison DC Comics.

## Biographie
Stjepan Šejić naît le 27 novembre 1981 à Vinkovci, en Croatie (à l'époque en Yougoslavie). Enfant, il souhaite devenir paléontologiste puis découvre le dessin.
Initialement influencé par Stan Winston et les réalisations du studio de James Gurney, il est surtout influencé par des artistes italiens puis, lorsqu'il découvre les comics, par le réalisme d'Alex Ross.
Il commence sa carrière dans la bande dessinée en tant que coloriste pour la série Kade, éditée par la maison d'édition canadienne Arcana Comics. Il travaille ensuite pour Top Cow sur les séries Witchblade, Artifacts, Aphrodite IX et The Darkness.
En panne d'inspiration sur la série Witchblade, et voulant retrouver son propre style graphique en se défaisant de l'influence d'autres artistes, il dessine des situations érotiques, ce qui le mènera à créer sa propre série de bande-dessine érotique, Sunstone, qui explore la relation BDSM d'un couple lesbien, Ally et Lisa. Initialement diffusée sur internet, elle est ensuite publiée par Image Comics.
Il crée parallèlement des séries d'héroïc fantasy Ravine et Death Vigil, qui ne rencontrent pas le succès escompté.
À partir de 2017, il collabore avec DC Comics, notamment sur les séries Aquaman, Suicide Squad et Justice League. En 2020, il publie pour la collection Black Label de DC Comics sa propre série Harleen, focalisée sur le personnage de Harley Quinn. La même année, alors qu'il travaillait sur quatre livres simultanément, il annonce se mettre en retrait de l'industrie du comics pour des raisons de santé, mettant en pause les projets de deux suites à Harleen, et d'un spin-off consacré à Poison Ivy. Ce dernier projet était particulièrement avancé, les grandes lignes du scénario étant posées. Sa production est ainsi limitée aux publications par internet, réduisant son rythme habituel (entre 10 et 12 heures par jour) et passant de 40 à 16 pages par mois.
Stjepan Šejić pratique principalement le dessin numérique, utilisant Photoshop et ZBrush. Sa méthode d'écriture passe par les grandes lignes de l'histoire et des thèmes, puis un travail sur le design et le caractère des personnages, à travers des croquis, planches et dialogues, et enfin l'écriture à proprement parler de l'histoire, en structurant le récit par grandes parties, chapitres,... puis en rédigeant les dialogues.
Il travaille et vit en Croatie avec son épouse, l'artiste Linda Šejić.

## Œuvres
1. Witchblade T. 6 « renaissance » (dessinateur), publié en France le 5 décembre 2012
2. Sunstone (dessinateur et scénariste)
  1. Sunstone T. 1 publié en France le 26 août 2015
  2. Sunstone T. 2 publié en France le 9 mars 2016
  3. Sunstone T. 3 publié en France le 7 septembre 2016
  4. Sunstone T. 4 publié en France le 15 février 2017
  5. Sunstone T. 5 publié en France le 23 août 2017
  6. Sunstone : Mercy T. 1 publié en France le 10 juillet 2019
  7. Sunstone : Mercy T. 2 publié en France le 12 janvier 2022
3. Aquaman Rebirth T.3 « underworld » (dessinateur), publié en France le 31 août 2018
4. Harleen (dessinateur et scénariste), publié en France le 12 juin 2020